# Turul Franței 2007

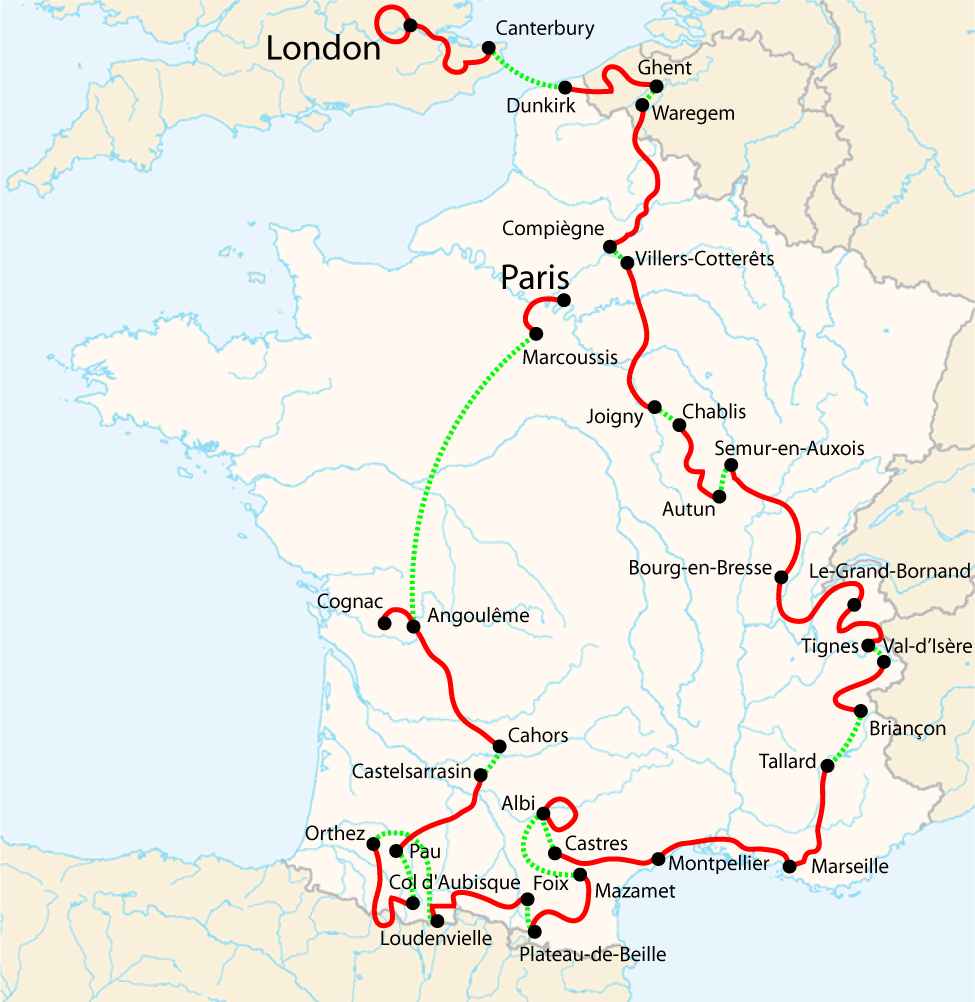
Etapele în 2007

Turul Franței 2007 (în Franceză: Le Tour de France) este a 94-a ediție a turului ciclist al Franței, organizată între 7 iulie (07-07-07) și 29 iulie 2007. Această ediție are startul la Londra, în memoria atentatelor teroriste care au avut loc în urmă cu doi ani (7 iulie 2005), soldate cu 54 de morți și sute de răniți. Întreaga cursă măsoară în total 3553,9 km.

## Rezultate finale

#### Clasament general (tricoul galben)
|     | Ciclist            | Țară                       | Echipă                             | Timp         |
| --- | ------------------ | -------------------------- | ---------------------------------- | ------------ |
| 1   | Alberto Contador   | Spania                     | Discovery Channel Pro Cycling Team | 91h 00' 26"  |
| 2   | Cadel Evans        | Australia                  | Predictor-Lotto                    | + 23"        |
| 3   | Levi Leipheimer    | Statele Unite ale Americii | Discovery Channel Pro Cycling Team | + 31"        |
| 4   | Carlos Sastre      | Spania                     | Team CSC                           | + 7' 08"     |
| 5   | Haimar Zubeldia    | Spania                     | Euskaltel-Euskadi                  | + 8' 17"     |
| 6   | Alejandro Valverde | Spania                     | Caisse-d'Epargne                   | + 11' 37"    |
| 7   | Kim Kirchen        | Luxemburg                  | T-Mobile Team                      | + 12' 18"    |
| 8   | Yaroslav Popovich  | Ucraina                    | Discovery Channel Pro Cycling Team | + 12' 25"    |
| 9   | Mikel Astarloza    | Spania                     | Euskaltel-Euskadi                  | + 14' 14"    |
| 10  | Óscar Pereiro Sio  | Spania                     | Caisse d'Epargne                   | + 14' 25"    |
| ... | ...                | ...                        | ...                                | ...          |
| 141 | Wim Vansevenant    | Belgia                     |                                    | + 3h 52' 54" |

### Clasamente tricouri distinctive

#### Clasamentul pe puncte (tricoul verde)
| Loc | Ciclist    | Țară   | Echipă | Puncte |
| --- | ---------- | ------ | ------ | ------ |
| 1   | Tom Boonen | Belgia | QSI    | x      |
| 2   |            |        |        |        |
| 3   |            |        |        |        |
| 4   |            |        |        |        |
| 5   |            |        |        |        |

#### Clasamentul cățărătorilor (tricoul alb cu buline roșii)
| Loc | Ciclist | Echipă | Puncte |
| --- | ------- | ------ | ------ |
| 1   |         |        |        |
| 2   |         |        |        |
| 3   |         |        |        |
| 4   |         |        |        |
| 5   |         |        |        |

#### Clasamentul tinerilor (tricoul alb)
| Loc | Ciclist | Echipă | Timp |
| --- | ------- | ------ | ---- |
| 1   |         |        |      |
| 2   |         |        |      |
| 3   |         |        |      |
| 4   |         |        |      |
| 5   |         |        |      |

#### Clasamentul pe echipe
| Loc | Echipă | Țară | Timp |
| --- | ------ | ---- | ---- |
| 1   |        |      |      |
| 2   |        |      |      |
| 3   |        |      |      |
| 4   |        |      |      |
| 5   |        |      |      |
| 6   |        |      |      |
| 7   |        |      |      |
| 8   |        |      |      |
| 9   |        |      |      |
| 10  |        |      |      |
| 11  |        |      |      |
| 12  |        |      |      |
| 13  |        |      |      |
| 14  |        |      |      |
| 15  |        |      |      |
| 16  |        |      |      |
| 17  |        |      |      |
| 18  |        |      |      |
| 19  |        |      |      |
| 20  |        |      |      |
| 21  |        |      |      |

## Rezultate înregistrate după încheierea etapelor

#### Prolog - 7 iulie 2007:Londra,Anglia- 7,9km (contratimp individual)
| Rezultatele prologului și Clasamentul General după prolog \| \| Ciclist \| Țară \| Echipă \| Timp \| Puncte UCI \| \| - \| ----------------- \| -------------------------- \| ------ \| ------ \| ---------- \| \| 1 \| Fabian Cancellara \| Elveția \| CSC \| 8' 50" \| 10 \| \| 2 \| Andréas Klöden \| Germania \| AST \| + 13" \| 5 \| \| 3 \| George Hincapie \| Statele Unite ale Americii \| DSC \| + 23" \| 3 \| \| 4 \| Bradley Wiggins \| Regatul Unit \| COF \| + 23" \| \| \| 5 \| Vladimir Gusev \| Rusia \| DSC \| + 25" \| \| |                   |                            |        |        |            |
| | Ciclist           | Țară                       | Echipă | Timp   | Puncte UCI |
| 1 | Fabian Cancellara | Elveția                    | CSC    | 8' 50" | 10         |
| 2 | Andréas Klöden    | Germania                   | AST    | + 13"  | 5          |
| 3 | George Hincapie   | Statele Unite ale Americii | DSC    | + 23"  | 3          |
| 4 | Bradley Wiggins   | Regatul Unit               | COF    | + 23"  |            |
| 5 | Vladimir Gusev    | Rusia                      | DSC    | + 25"  |            |

- Notă: Fabian Cancellara ( Elveția), liderul la general, este lider și lider în clasamentul sprinterilor, dar pentru că două tricouri distinctive nu pot fi purtate în același timp de un singur rutier, tricoul verde este îmbrăcat de Andréas Klöden ( Germania).

#### Etapa 1 - 8 iulie 2007:Londra,Anglia-Canterbury,Anglia, 203km
|    | Ciclist            | Țară         | Echipă | Timp       | Puncte UCI |
| -- | ------------------ | ------------ | ------ | ---------- | ---------- |
| 1  | Robbie McEwen      | Australia    | PRL    | 4h 39' 01" | 10         |
| 2  | Thor Hushovd       | Norvegia     | C.A.   | + 0"       | 5          |
| 3  | Tom Boonen         | Belgia       | QSI    | + 0"       | 3          |
| 4  | Sébastien Chavanel | Franța       | FDJ    | + 0"       |            |
| 5  | Romain Feillu      | Franța       | AGR    | + 0"       |            |
| 22 | Fabian Cancellara  | Elveția      | CSC    | + 0"       |            |
| 40 | Vladimir Gusev     | Rusia        | DSC    | + 0"       |            |
| 64 | David Millar       | Regatul Unit | SDV    | + 0"       |            |

|    | Ciclist           | Țară                       | Echipă | Timp       |
| -- | ----------------- | -------------------------- | ------ | ---------- |
| 1  | Fabian Cancellara | Elveția                    | CSC    | 4h 47' 51" |
| 2  | Andréas Klöden    | Germania                   | AST    | + 13"      |
| 3  | David Millar      | Regatul Unit               | SDV    | + 21"      |
| 4  | George Hincapie   | Statele Unite ale Americii | DSC    | + 23"      |
| 5  | Bradley Wiggins   | Regatul Unit               | COF    | + 23"      |
| 6  | Vladimir Gusev    | Rusia                      | DSC    | + 25"      |
| 55 | Robbie McEwen     | Australia                  | PRL    | + 49"      |

#### Etapa 2 - 9 iulie 2007:Dunkerque,Franța-Gent,Belgia, 167km
|    | Ciclist           | Țară          | Echipă | Timp       | Puncte UCI |
| -- | ----------------- | ------------- | ------ | ---------- | ---------- |
| 1  | Gert Steegmans    | Belgia        | QSI    | 3h 48' 22" | 10         |
| 2  | Tom Boonen        | Belgia        | QSI    | + 0"       | 5          |
| 3  | Filippo Pozzato   | Italia        | LIQ    | + 0"       | 3          |
| 4  | Robert Hunter     | Africa de Sud | BAR    | + 0"       |            |
| 5  | Romain Feillu     | Franța        | AGR    | + 0"       |            |
| 50 | Vladimir Gusev    | Rusia         | DSC    | + 0"       |            |
| 72 | Fabian Cancellara | Elveția       | CSC    | + 0"       |            |
| 91 | David Millar      | Regatul Unit  | SDV    | + 0"       |            |

|   | Ciclist           | Țară                       | Echipă | Timp       |
| - | ----------------- | -------------------------- | ------ | ---------- |
| 1 | Fabian Cancellara | Elveția                    | CSC    | 8h 36' 13" |
| 2 | Andréas Klöden    | Germania                   | AST    | + 13"      |
| 3 | David Millar      | Regatul Unit               | SDV    | + 21"      |
| 4 | George Hincapie   | Statele Unite ale Americii | DSC    | + 23"      |
| 5 | Bradley Wiggins   | Regatul Unit               | COF    | + 23"      |
| 6 | Vladimir Gusev    | Rusia                      | DSC    | + 25"      |
| 7 | Tom Boonen        | Belgia                     | QSI    | + 26"      |

#### Etapa 3 - 10 iulie 2007:Waregem,Belgia-Compiègne,Franța, 236km
|     | Ciclist           | Țară          | Echipă | Timp       | Puncte UCI |
| --- | ----------------- | ------------- | ------ | ---------- | ---------- |
| 1   | Fabian Cancellara | Elveția       | CSC    | 6h 36' 15" | 10         |
| 2   | Erik Zabel        | Germania      | MRM    | + 0"       | 5          |
| 3   | Danilo Napolitano | Italia        | LAM    | + 0"       | 3          |
| 4   | Tom Boonen        | Belgia        | QSI    | + 0"       |            |
| 5   | Robert Hunter     | Africa de Sud | BAR    | + 0"       |            |
| 45  | Vladimir Gusev    | Rusia         | DSC    | + 0"       |            |
| 111 | Stéphane Augé     | Franța        | COF    | + 0"       |            |

|     | Ciclist           | Țară                       | Echipă | Timp        |
| --- | ----------------- | -------------------------- | ------ | ----------- |
| 1   | Fabian Cancellara | Elveția                    | CSC    | 15h 11' 08" |
| 2   | Andréas Klöden    | Germania                   | AST    | + 33"       |
| 3   | David Millar      | Regatul Unit               | SDV    | + 41"       |
| 4   | George Hincapie   | Statele Unite ale Americii | DSC    | + 43"       |
| 5   | Bradley Wiggins   | Regatul Unit               | COF    | + 43"       |
| 6   | Vladimir Gusev    | Rusia                      | DSC    | + 45"       |
| 7   | Tom Boonen        | Belgia                     | QSI    | + 46"       |
| 183 | Stéphane Augé     | Franța                     | COF    | + 4' 14"    |

#### Etapa 4 - 11 iulie 2007:Villers-Cotterêts-Joigny, 190km
|     | Ciclist           | Țară          | Echipă | Timp       | Puncte UCI |
| --- | ----------------- | ------------- | ------ | ---------- | ---------- |
| 1   | Thor Hushovd      | Norvegia      | C.A.   | 4h 37' 47" | 10         |
| 2   | Robert Hunter     | Africa de Sud | BAR    | + 0"       | 5          |
| 3   | Óscar Freire      | Spania        | RAB    | + 0"       | 3          |
| 4   | Erik Zabel        | Germania      | MRM    | + 0"       |            |
| 5   | Danilo Napolitano | Italia        | LAM    | + 0"       |            |
| 8   | Tom Boonen        | Belgia        | QSI    | + 0"       |            |
| 36  | Vladimir Gusev    | Rusia         | DSC    | + 0"       |            |
| 47  | Fabian Cancellara | Elveția       | CSC    | + 0"       |            |
| 166 | Stéphane Augé     | Franța        | COF    | + 0"       |            |

|     | Ciclist           | Țară                       | Echipă | Timp        |
| --- | ----------------- | -------------------------- | ------ | ----------- |
| 1   | Fabian Cancellara | Elveția                    | CSC    | 19h 49' 55" |
| 2   | Thor Hushovd      | Norvegia                   | C.A.   | + 29"       |
| 3   | Andréas Klöden    | Germania                   | AST    | + 33"       |
| 4   | David Millar      | Regatul Unit               | SDV    | + 41"       |
| 5   | George Hincapie   | Statele Unite ale Americii | DSC    | + 43"       |
| 8   | Vladimir Gusev    | Rusia                      | DSC    | + 45"       |
| 9   | Tom Boonen        | Belgia                     | QSI    | + 46"       |
| 177 | Stéphane Augé     | Franța                     | COF    | + 4' 14"    |

#### Etapa 5 - 12 iulie 2007:Chablis-Autun, 184km
|    | Ciclist           | Țară      | Echipă | Timp       | Puncte UCI |
| -- | ----------------- | --------- | ------ | ---------- | ---------- |
| 1  | Filippo Pozzato   | Italia    | LIQ    | 4h 39' 01" | 10         |
| 2  | Óscar Freire      | Spania    | RAB    | + 0"       | 5          |
| 3  | Daniele Bennati   | Italia    | LAM    | + 0"       | 3          |
| 4  | Kim Kirchen       | Luxemburg | TMO    | + 0"       |            |
| 5  | Erik Zabel        | Germania  | MRM    | + 0"       |            |
| 12 | Fabian Cancellara | Elveția   | CSC    | + 0"       |            |
| 42 | Vladimir Gusev    | Rusia     | DSC    | + 0"       |            |
| 96 | Sylvain Chavanel  | Franța    | COF    | + 1' 20"   |            |

|    | Ciclist           | Țară                       | Echipă | Timp        |
| -- | ----------------- | -------------------------- | ------ | ----------- |
| 1  | Fabian Cancellara | Elveția                    | CSC    | 22h 28' 56" |
| 2  | Andréas Klöden    | Germania                   | AST    | + 33"       |
| 3  | Filippo Pozzato   | Italia                     | LIQ    | + 35"       |
| 4  | David Millar      | Regatul Unit               | SDV    | + 41"       |
| 5  | George Hincapie   | Statele Unite ale Americii | SDV    | + 43"       |
| 6  | Vladimir Gusev    | Rusia                      | DSC    | + 45"       |
| 19 | Erik Zabel        | Germania                   | MRM    | + 58"       |
| 78 | Sylvain Chavanel  | Franța                     | COF    | + 1' 56"    |

#### Etapa 6 - 13 iulie 2007:Semur-en-Auxois-Bourg-en-Bresse, 200km
|    | Ciclist           | Țară     | Echipă | Timp       | Puncte UCI |
| -- | ----------------- | -------- | ------ | ---------- | ---------- |
| 1  | Tom Boonen        | Belgia   | QSI    | 5h 20' 59" | 10         |
| 2  | Óscar Freire      | Spania   | RAB    | + 0"       | 5          |
| 3  | Erik Zabel        | Germania | MRM    | + 0"       | 3          |
| 4  | Sylvain Chavanel  | Franța   | FDJ    | + 0"       |            |
| 5  | Thor Hushovd      | Norvegia | C.A.   | + 0"       |            |
| 37 | Vladimir Gusev    | Rusia    | DSC    | + 0"       |            |
| 67 | Fabian Cancellara | Elveția  | CSC    | + 0"       |            |

|    | Ciclist           | Țară         | Echipă | Timp        |
| -- | ----------------- | ------------ | ------ | ----------- |
| 1  | Fabian Cancellara | Elveția      | CSC    | 29h 49' 55" |
| 2  | Andréas Klöden    | Germania     | AST    | + 33"       |
| 3  | Filippo Pozzato   | Italia       | LIQ    | + 35"       |
| 4  | David Millar      | Regatul Unit | SDV    | + 41"       |
| 5  | Óscar Freire      | Spania       | RAB    | + 43"       |
| 7  | Vladimir Gusev    | Rusia        | DSC    | + 45"       |
| 69 | Tom Boonen        | Belgia       | QSI    | + 1' 38"    |
| 79 | Sylvain Chavanel  | Franța       | COF    | + 1' 56"    |

#### Etapa 7 - 14 iulie 2007:Bourg-en-Bresse-Le Grand-Bornard, 197km
|     | Ciclist               | Țară     | Echipă | Timp       | Puncte UCI |
| --- | --------------------- | -------- | ------ | ---------- | ---------- |
| 1   | Linus Gerdemann       | Germania | TMO    | 4h 52' 13" | 10         |
| 2   | Iñigo Landaluze       | Spania   | EUS    | + 40"      | 5          |
| 3   | David De La Fuente    | Spania   | SDV    | + 1' 39"   | 3          |
| 4   | J. M. Soler Hernandez | Columbia | BAR    | + 2' 14"   |            |
| 5   | Laurent Lefèvre       | Franța   | BTL    | + 2' 12"   |            |
| 53  | Sylvain Chavanel      | Franța   | COF    | + 5' 25"   |            |
| 156 | Tom Boonen            | Belgia   | QSI    | + 22' 47"  |            |

|     | Ciclist               | Țară     | Echipă | Timp        |
| --- | --------------------- | -------- | ------ | ----------- |
| 1   | Linus Gerdemann       | Germania | TMO    | 34h 43' 40" |
| 2   | Iñigo Landaluze       | Spania   | EUS    | + 1' 24"    |
| 3   | David De La Fuente    | Spania   | SDV    | + 2' 45"    |
| 4   | Laurent Lefèvre       | Franța   | BTL    | + 2' 55"    |
| 5   | J. M. Soler Hernandez | Columbia | BAR    | + 3' 05"    |
| 113 | Tom Boonen            | Belgia   | QSI    | + 23' 47"   |
| 152 | Sylvain Chavanel      | Franța   | FDJ    | + 32' 11"   |

- Notǎ: Linus Gerdemann ( Germania) liderul la general, este lider și în clasamentul tinerilor, dar pentru că nu poate să poarte două tricouri în același timp, tricoul alb este purtat de J.M. Soler Hernandez ( Columbia).

#### Etapa 8 - 15 iulie 2007:Le Grand-Bornard-Tignes, 165km
|     | Ciclist            | Țară      | Echipă | Timp       | Puncte UCI |
| --- | ------------------ | --------- | ------ | ---------- | ---------- |
| 1   | Michael Rasmussen  | Danemarca | RAB    | 4h 49' 40" | 10         |
| 2   | Iban Mayo          | Spania    | SDV    | + 2' 47"   | 5          |
| 3   | Alejandro Valverde | Spania    | GCE    | + 3' 12"   | 3          |
| 4   | Christophe Moreau  | Franța    | A2R    | + 3' 12"   |            |
| 5   | Fränk Schleck      | Luxemburg | CSC    | + 3' 12"   |            |
| 20  | Linus Gerdemann    | Germania  | TMO    | + 5' 05"   |            |
| 31  | Sylvain Chavanel   | Franța    | COF    | + 8' 23"   |            |
| 114 | Tom Boonen         | Belgia    | QSI    | + 39' 07"  |            |

|     | Ciclist            | Țară      | Echipă | Timp        |
| --- | ------------------ | --------- | ------ | ----------- |
| 1   | Michael Rasmussen  | Danemarca | RAB    | 39h 37' 42" |
| 2   | Linus Gerdemann    | Germania  | TMO    | + 43"       |
| 3   | Iban Mayo          | Spania    | SDV    | + 2' 39"    |
| 4   | Alejandro Valverde | Spania    | GCE    | + 2' 51"    |
| 5   | Andrey Kashechkin  | Kazahstan | AST    | + 2' 52"    |
| 33  | Sylvain Chavanel   | Franța    | COF    | + 10' 50"   |
| 124 | Tom Boonen         | Belgia    | QSI    | + 58' 32"   |

- Notă: Michael Rasmussen ( Danemarca) liderul la general, este și lider în clasamentul cățărărilor, dar pentru că nu poate să poarte în același timp două tricouri, tricoul alb cu buline roșii este purtat de Sylvain Chavanel ( Franța).

#### Etapa 9 (după prima zi de pauză) - 17 iulie 2007:Val-d'Isère-Briançon, 161km
|     | Ciclist              | Țară      | Echipă | Timp       | Puncte UCI |
| --- | -------------------- | --------- | ------ | ---------- | ---------- |
| 1   | J.M. Soler Hernandez | Columbia  | BAR    | 4h 14' 24" | 10         |
| 2   | Alejandro Valverde   | Spania    | GCE    | + 38"      | 5          |
| 3   | Cadel Evans          | Australia | PRL    | + 38"      | 3          |
| 4   | Alberto Contador     | Spania    | DSC    | + 40"      |            |
| 5   | Iban Mayo            | Spania    | SDV    | + 42"      |            |
| 6   | Michael Rasmussen    | Danemarca | RAB    | + 42"      |            |
| 105 | Tom Boonen           | Belgia    | QSI    | + 28' 51"  |            |

|     | Ciclist              | Țară      | Echipă | Timp         |
| --- | -------------------- | --------- | ------ | ------------ |
| 1   | Michael Rasmussen    | Danemarca | RAB    | 43h 52' 48"  |
| 2   | Alejandro Valverde   | Spania    | GCE    | + 2' 35"     |
| 3   | Iban Mayo            | Spania    | SDV    | + 2' 39"     |
| 4   | Cadel Evans          | Australia | PRL    | + 2' 41"     |
| 5   | Alberto Contador     | Spania    | DSC    | + 3' 08"     |
| 17  | J.M. Soler Hernandez | Columbia  | BAR    | + 6' 49"     |
| 124 | Tom Boonen           | Belgia    | QSI    | + 1h 26' 41" |

- Notă: Michael Rasmussen ( Danemarca) liderul la general, este și lider în clasamentul cățărărilor, dar pentru că nu poate să poarte în același timp două tricouri, tricoul alb cu buline roșii este purtat de Juan Mauricio Soler Hernandez ( Columbia).

#### Etapa 10 - 18 iulie 2007:Tallard-Marsilia, 229km
|    | Ciclist              | Țară      | Echipă | Timp       | Puncte UCI |
| -- | -------------------- | --------- | ------ | ---------- | ---------- |
| 1  | Cédric Vasseur       | Franța    | QSI    | 5h 20' 24" | 10         |
| 2  | Sandy Casar          | Franța    | FDJ    | + 0"       | 5          |
| 3  | Michael Albasini     | Elveția   | LIQ    | + 0"       | 3          |
| 4  | Patrice Halgand      | Franța    | C.A.   | + 0"       |            |
| 5  | Jens Voigt           | Germania  | CSC    | + 0"       |            |
| 13 | Tom Boonen           | Belgia    | QSI    | + 10' 36"  |            |
| 30 | Michael Rasmussen    | Danemarca | RAB    | + 10' 36"  |            |
| 42 | Alberto Contador     | Spania    | DSC    | + 10' 36"  |            |
| 79 | J.M. Soler Hernandez | Columbia  | BAR    | + 10' 36"  |            |

|     | Ciclist              | Țară      | Echipă | Timp         |
| --- | -------------------- | --------- | ------ | ------------ |
| 1   | Michael Rasmussen    | Danemarca | RAB    | 49h 23' 28"  |
| 2   | Alejandro Valverde   | Spania    | GCE    | + 2' 35"     |
| 3   | Iban Mayo            | Spania    | SDV    | + 2' 39"     |
| 4   | Cadel Evans          | Australia | PRL    | + 2' 41"     |
| 5   | Alberto Contador     | Spania    | DSC    | + 3' 08"     |
| 17  | J.M. Soler Hernandez | Columbia  | BAR    | + 6' 49"     |
| 126 | Tom Boonen           | Belgia    | QSI    | + 1h 26' 41" |

- Notă: Michael Rasmussen ( Danemarca) liderul la general, este și lider în clasamentul cățărărilor, dar pentru că nu poate să poarte în același timp două tricouri, tricoul alb cu buline roșii este purtat de Juan Mauricio Soler Hernandez ( Columbia).

#### Etapa 11 - 19 iulie 2007:Marsilia-Montpellier, 180km
|    | Ciclist              | Țară          | Echipă | Timp       | Puncte UCI |
| -- | -------------------- | ------------- | ------ | ---------- | ---------- |
| 1  | Robert Hunter        | Africa de Sud | BAR    | 3h 47' 50" | 10         |
| 2  | Fabian Cancellara    | Elveția       | CSC    | + 0"       | 5          |
| 3  | Murilo Fischer       | Brazilia      | LIQ    | + 0"       | 3          |
| 4  | Filippo Pozzato      | Italia        | LIQ    | + 0"       |            |
| 5  | Alessandro Ballan    | Italia        | LAM    | + 0"       |            |
| 27 | J.M. Soler Hernandez | Columbia      | BAR    | + 0"       |            |
| 29 | Alberto Contador     | Spania        | DSC    | + 0"       |            |
| 37 | Tom Boonen           | Belgia        | QSI    | + 0"       |            |
| 46 | Michael Rasmussen    | Danemarca     | RAB    | + 0"       |            |

|     | Ciclist              | Țară      | Echipă | Timp         |
| --- | -------------------- | --------- | ------ | ------------ |
| 1   | Michael Rasmussen    | Danemarca | RAB    | 53h 11' 45"  |
| 2   | Alejandro Valverde   | Spania    | GCE    | + 2' 35"     |
| 3   | Iban Mayo            | Spania    | SDV    | + 2' 39"     |
| 4   | Cadel Evans          | Australia | PRL    | + 2' 41"     |
| 5   | Alberto Contador     | Spania    | DSC    | + 3' 08"     |
| 17  | J.M. Soler Hernandez | Columbia  | BAR    | + 6' 49"     |
| 119 | Tom Boonen           | Belgia    | QSI    | + 1h 26' 41" |

- Notă: Michael Rasmussen ( Danemarca) liderul la general, este și lider în clasamentul cățărărilor, dar pentru că nu poate să poarte în același timp două tricouri, tricoul alb cu buline roșii este purtat de Juan Mauricio Soler Hernandez ( Columbia).

#### Etapa 12 - 20 iulie 2007:Montpellier-Castres, 179km
|    | Ciclist              | Țară          | Echipă | Timp       | Puncte UCI |
| -- | -------------------- | ------------- | ------ | ---------- | ---------- |
| 1  | Tom Boonen           | Belgia        | QSI    | 4h 25' 32" | 10         |
| 2  | Erik Zabel           | Germania      | MRM    | + 0"       | 5          |
| 3  | Robert Hunter        | Africa de Sud | BAR    | + 0"       | 3          |
| 4  | Daniele Bennati      | Italia        | LAM    | + 0"       |            |
| 5  | Thor Hushovd         | Norvegia      | C.A.   | + 0"       |            |
| 43 | Alberto Contador     | Spania        | DSC    | + 0"       |            |
| 47 | Michael Rasmussen    | Danemarca     | RAB    | + 0"       |            |
| 81 | J.M. Soler Hernandez | Columbia      | BAR    | + 0"       |            |

|     | Ciclist              | Țară      | Echipă | Timp         |
| --- | -------------------- | --------- | ------ | ------------ |
| 1   | Michael Rasmussen    | Danemarca | RAB    | 57h 37' 10"  |
| 2   | Alejandro Valverde   | Spania    | GCE    | + 2' 35"     |
| 3   | Iban Mayo            | Spania    | SDV    | + 2' 39"     |
| 4   | Cadel Evans          | Australia | PRL    | + 2' 41"     |
| 5   | Alberto Contador     | Spania    | DSC    | + 3' 08"     |
| 17  | J.M. Soler Hernandez | Columbia  | BAR    | + 6' 49"     |
| 116 | Tom Boonen           | Belgia    | QSI    | + 1h 26' 41" |

- Notă: Michael Rasmussen ( Danemarca) liderul la general, este și lider în clasamentul cățărărilor, dar pentru că nu poate să poarte în același timp două tricouri, tricoul alb cu buline roșii este purtat de Juan Mauricio Soler Hernandez ( Columbia).

#### Etapa 13 - 21 iulie 2007:Albi, 54km (contratimp individual)
|     | Ciclist              | Țară         | Echipă | Timp       | Puncte UCI |
| --- | -------------------- | ------------ | ------ | ---------- | ---------- |
| 1   | Alexander Vinokourov | Kazahstan    | AST    | 1h 06' 34" | 10         |
| 2   | Cadel Evans          | Australia    | PRL    | + 1' 14"   | 5          |
| 3   | Andréas Klöden       | Germania     | AST    | + 1' 39"   | 3          |
| 4   | Andrey Kashechkin    | Kazahstan    | AST    | + 1' 44"   |            |
| 5   | Bradley Wiggins      | Regatul Unit | COF    | + 2' 14"   |            |
| 7   | Alberto Contador     | Spania       | DSC    | + 2' 18"   |            |
| 11  | Michael Rasmussen    | Danemarca    | RAB    | + 2' 55"   |            |
| 54  | J.M. Soler Hernandez | Columbia     | BAR    | + 6' 56"   |            |
| 157 | Tom Boonen           | Belgia       | QSI    | + 11' 08"  |            |

|     | Ciclist              | Țară                       | Echipă | Timp         |
| --- | -------------------- | -------------------------- | ------ | ------------ |
| 1   | Michael Rasmussen    | Danemarca                  | RAB    | 58h 46' 39"  |
| 2   | Cadel Evans          | Australia                  | PRL    | + 1' 00"     |
| 3   | Alberto Contador     | Spania                     | DSC    | + 2' 31"     |
| 4   | Andréas Klöden       | Germania                   | AST    | + 2' 34"     |
| 5   | Levi Leipheimer      | Statele Unite ale Americii | DSC    | + 3' 37"     |
| 22  | J.M. Soler Hernandez | Columbia                   | BAR    | + 10' 50"    |
| 121 | Tom Boonen           | Belgia                     | QSI    | + 1h 34' 34" |

- Notă: Michael Rasmussen ( Danemarca) liderul la general, este și lider în clasamentul cățărărilor, dar pentru că nu poate să poarte în același timp două tricouri, tricoul alb cu buline roșii este purtat de Juan Mauricio Soler Hernandez ( Columbia).

#### Etapa 14 - 22 iulie 2007:Mazamet-Plateau-de-Beille, 197km
|     | Ciclist              | Țară                       | Echipă | Timp       | Puncte UCI |
| --- | -------------------- | -------------------------- | ------ | ---------- | ---------- |
| 1   | Alberto Contador     | Spania                     | DSC    | 5h 25' 48" | 10         |
| 2   | Michael Rasmussen    | Danemarca                  | RAB    | + 0"       | 5          |
| 3   | J.M. Soler Hernandez | Columbia                   | BAR    | + 37"      | 3          |
| 4   | Levi Leipheimer      | Statele Unite ale Americii | DSC    | + 40"      |            |
| 5   | Carlos Sastre        | Spania                     | CSC    | + 53"      |            |
| 102 | Tom Boonen           | Belgia                     | QSI    | + 34' 52"  |            |

|     | Ciclist              | Țară                       | Echipă | Timp         |
| --- | -------------------- | -------------------------- | ------ | ------------ |
| 1   | Michael Rasmussen    | Danemarca                  | RAB    | 64h 12' 15"  |
| 2   | Alberto Contador     | Spania                     | DSC    | + 2' 23"     |
| 3   | Cadel Evans          | Australia                  | PRL    | + 3' 04"     |
| 4   | Levi Leipheimer      | Statele Unite ale Americii | DSC    | + 4' 29"     |
| 5   | Andréas Klöden       | Germania                   | AST    | + 4' 38"     |
| 12  | J.M. Soler Hernandez | Columbia                   | BAR    | + 11' 31"    |
| 121 | Tom Boonen           | Belgia                     | QSI    | + 2h 09' 38" |

- Notă: Michael Rasmussen ( Danemarca) liderul la general, este și lider în clasamentul cățărărilor, dar pentru că nu poate să poarte în același timp două tricouri, tricoul alb cu buline roșii este purtat de Juan Mauricio Soler Hernandez ( Columbia).

#### Etapa 15 - 23 iulie 2007:Foix-Loudenvielle, 196km
|     | Ciclist              | Țară      | Echipă | Timp       | Puncte UCI |
| --- | -------------------- | --------- | ------ | ---------- | ---------- |
| 1   | Alexander Vinokourov | Kazahstan | AST    | 5h 34' 28" | 10         |
| 2   | Kim Kirchen          | Luxemburg | TMO    | + 51"      | 5          |
| 3   | Haimar Zubeldia      | Spania    | EUS    | + 51"      | 3          |
| 4   | Juan José Cobo       | Spania    | SDV    | + 58"      |            |
| 5   | Juan Manuel Garate   | Spania    | QSI    | + 2' 14"   |            |
| 10  | Alberto Contador     | Spania    | DSC    | + 5' 31"   |            |
| 11  | Michael Rasmussen    | Danemarca | RAB    | + 5' 31"   |            |
| 33  | J.M. Soler Hernandez | Columbia  | BAR    | + 9' 00"   |            |
| 116 | Tom Boonen           | Belgia    | QSI    | + 35' 45"  |            |

|     | Ciclist              | Țară                       | Echipă | Timp         |
| --- | -------------------- | -------------------------- | ------ | ------------ |
| 1   | Michael Rasmussen    | Danemarca                  | RAB    | 69h 52' 14"  |
| 2   | Alberto Contador     | Spania                     | DSC    | + 2' 23"     |
| 3   | Cadel Evans          | Australia                  | PRL    | + 4' 00"     |
| 4   | Levi Leipheimer      | Statele Unite ale Americii | DSC    | + 5' 25"     |
| 5   | Andréas Klöden       | Germania                   | AST    | + 5' 34"     |
| 14  | J.M. Soler Hernandez | Columbia                   | BAR    | + 15' 00"    |
| 124 | Tom Boonen           | Belgia                     | QSI    | + 2h 39' 52" |

- Notă: Michael Rasmussen ( Danemarca) liderul la general, este și lider în clasamentul cățărărilor, dar pentru că nu poate să poarte în același timp două tricouri, tricoul alb cu buline roșii este purtat de Juan Mauricio Soler Hernandez ( Columbia). Alexander Vinokourov ( Kazahstan) a fost retras din cursă alături de întreaga echipă Astana din motive de dopaj.

#### Etapa 16 (după a doua zi de pauză) - 25 iulie 2007:Orthez-Gourette-Col-d'Aubisque, 218km
|    | Ciclist              | Țară                       | Echipă | Timp       | Puncte UCI |
| -- | -------------------- | -------------------------- | ------ | ---------- | ---------- |
| 1  | Michael Rasmussen    | Danemarca                  | CSC    | 6h 23' 21" | 10         |
| 2  | Levi Leipheimer      | Statele Unite ale Americii | DSC    | + 26"      | 5          |
| 3  | Alberto Contador     | Spania                     | DSC    | + 35"      | 3          |
| 4  | Cadel Evans          | Australia                  | PRL    | + 43"      |            |
| 5  | J.M. Soler Hernandez | Columbia                   | BAR    | + 1' 25"   |            |
| 91 | Tom Boonen           | Belgia                     | QSI    | + 41' 49"  |            |

|     | Ciclist              | Țară                       | Echipă | Timp         |
| --- | -------------------- | -------------------------- | ------ | ------------ |
| 1   | Michael Rasmussen    | Danemarca                  | CSC    | 76h 15' 15"  |
| 2   | Alberto Contador     | Spania                     | DSC    | + 3' 10"     |
| 3   | Cadel Evans          | Australia                  | PRL    | + 5' 03"     |
| 4   | Levi Leipheimer      | Statele Unite ale Americii | DSC    | + 5' 59"     |
| 5   | Carlos Sastre        | Spania                     | CSC    | + 9' 12"     |
| 10  | J.M. Soler Hernandez | Columbia                   | BAR    | + 16' 41"    |
| 118 | Tom Boonen           | Belgia                     | QSI    | + 3h 22' 01" |

- Notă: Michael Rasmussen ( Danemarca) a fost retras din cursă de echipa Rabobank pentru că a mințit, spunând că în luna iunie a anului 2007 el se afla în Mexic la soția sa, însă el se antrena de zor pentru Turul Franței în Italia, mai precis în Dolomiți.

#### Etapa 17 - 26 iulie 2007:Pau-Castelsarrasin, 188km
|    | Ciclist              | Țară         | Echipă | Timp       | Puncte UCI |
| -- | -------------------- | ------------ | ------ | ---------- | ---------- |
| 1  | Daniele Bennati      | Italia       | LAM    | 4h 14' 04" | 10         |
| 2  | Markus Fothen        | Germania     | GER    | + 0"       | 5          |
| 3  | Martin Elmiger       | Elveția      | A2R    | + 0"       | 3          |
| 4  | Jens Voigt           | Germania     | CSC    | + 0"       |            |
| 5  | David Millar         | Regatul Unit | SDV    | + 2' 41"   |            |
| 9  | Tom Boonen           | Belgia       | QSI    | + 9' 37"   |            |
| 20 | Alberto Contador     | Spania       | DSC    | 9' 39"     |            |
| 41 | Amets Txurruka       | Spania       | EUS    | + 9' 39"   |            |
| 50 | J.M. Soler Hernandez | Columbia     | BAR    | + 9' 39"   |            |

|     | Ciclist              | Țară                       | Echipă | Timp         |
| --- | -------------------- | -------------------------- | ------ | ------------ |
| 1   | Alberto Contador     | Spania                     | DSC    | 80h 42' 08"  |
| 2   | Cadel Evans          | Australia                  | PRL    | + 1' 53"     |
| 3   | Levi Leipheimer      | Statele Unite ale Americii | DSC    | + 2' 49"     |
| 4   | Carlos Sastre        | Spania                     | CSC    | + 6' 02"     |
| 5   | Haimar Zubeldia      | Spania                     | EUS    | + 6' 29"     |
| 9   | J.M. Soler Hernandez | Columbia                   | BAR    | + 13' 31"    |
| 23  | Amets Txurruka       | Spania                     | EUS    | + 45' 54"    |
| 114 | Tom Boonen           | Belgia                     | QSI    | + 3h 18' 49" |

- Notă: Alberto Condator ( Spania), lider la general, este lider și în clasamentul tinerilor, iar tricoul este purtat prin ricoșeu de Amets Txurruka ( Spania).

#### Etapa 18 - 27 iulie 2007:Cahors-Angoulême, 210km
|    | Ciclist              | Țară          | Echipă | Timp       | Puncte UCI |
| -- | -------------------- | ------------- | ------ | ---------- | ---------- |
| 1  | Sandy Casar          | Franța        | FDJ    | 5h 13' 31" | 10         |
| 2  | Axel Merckx          | Belgia        | TMO    | + 1'       | 5          |
| 3  | Laurent Lefèvre      | Franța        | BTL    | + 1'       | 3          |
| 4  | Michael Boogerd      | Țările de Jos | BAR    | + 1'       |            |
| 5  | Tom Boonen           | Belgia        | QSI    | + 8' 34"   |            |
| 16 | Alberto Contador     | Spania        | DSC    | + 8' 37"   |            |
| 46 | J.M. Soler Hernandez | Columbia      | BAR    | + 8' 37"   |            |
| 71 | Amets Txurruka       | Spania        | EUS    | + 8' 37"   |            |

|     | Ciclist              | Țară                       | Echipă | Timp         |
| --- | -------------------- | -------------------------- | ------ | ------------ |
| 1   | Alberto Contador     | Spania                     | DSC    | 86h 04' 16"  |
| 2   | Cadel Evans          | Australia                  | PRL    | + 1' 50"     |
| 3   | Levi Leipheimer      | Statele Unite ale Americii | DSC    | + 2' 49"     |
| 4   | Carlos Sastre        | Spania                     | CSC    | + 6' 02"     |
| 5   | Haimar Zubeldia      | Spania                     | EUS    | + 6' 29"     |
| 9   | J.M. Soler Hernandez | Columbia                   | BAR    | + 13' 31"    |
| 23  | Amets Txurruka       | Spania                     | EUS    | + 45' 54"    |
| 114 | Tom Boonen           | Belgia                     | QSI    | + 3h 18' 49" |

- Notă: Alberto Condator ( Spania), lider la general, este lider și în clasamentul tinerilor, iar tricoul este purtat prin ricoșeu de Amets Txurruka ( Spania).

#### Etapa 19 - 28 iulie 2007:Cognac-Angoulême, 55km (contratimp individual)
|     | Ciclist              | Țară                       | Echipă | Timp       | Puncte UCI |
| --- | -------------------- | -------------------------- | ------ | ---------- | ---------- |
| 1   | Levi Leipheimer      | Statele Unite ale Americii | DSC    | 1h 02' 44" | 10         |
| 2   | Cadel Evans          | Australia                  | PRL    | + 51"      | 5          |
| 3   | Vladimir Karpets     | Rusia                      | GCE    | + 1' 56"   | 3          |
| 4   | Yaroslav Popovych    | Ucraina                    | DSC    | + 2' 01"   |            |
| 5   | Alberto Contador     | Spania                     | DSC    | + 2' 18"   |            |
| 42  | J.M. Soler Hernandez | Columbia                   | BAR    | + 5' 28"   |            |
| 46  | Amets Txurruka       | Spania                     | EUS    | + 5' 48"   |            |
| 131 | Tom Boonen           | Belgia                     | QSI    | + 9' 56"   |            |

|     | Ciclist              | Țară                       | Echipă | Timp         |
| --- | -------------------- | -------------------------- | ------ | ------------ |
| 1   | Alberto Contador     | Spania                     | DSC    | 87h 09' 18"  |
| 2   | Cadel Evans          | Australia                  | PRL    | + 23"        |
| 3   | Levi Leipheimer      | Statele Unite ale Americii | DSC    | + 31"        |
| 4   | Carlos Sastre        | Spania                     | CSC    | + 7' 08"     |
| 5   | Haimar Zubeldia      | Spania                     | EUS    | + 8' 17"     |
| 11  | J.M. Soler Hernandez | Columbia                   | BAR    | + 16' 41"    |
| 23  | Amets Txurruka       | Spania                     | EUS    | + 49' 24"    |
| 119 | Tom Boonen           | Belgia                     | QSI    | + 3h 26' 24" |

- Notă: Alberto Condator ( Spania), lider la general, este lider și în clasamentul tinerilor, iar tricoul este purtat prin ricoșeu de Amets Txurruka ( Spania).

#### Etapa 20 - 29 iulie 2007:Marcoussis-ParisChamps-Élysées, 130km
|     | Ciclist              | Țară          | Echipă | Timp       | Puncte UCI |
| --- | -------------------- | ------------- | ------ | ---------- | ---------- |
| 1   | Daniele Bennati      | Italia        | LAM    | 3h 51' 03" | 10         |
| 2   | Thor Hushovd         | Norvegia      | C.A.   | + 0"       | 5          |
| 3   | Erik Zabel           | Germania      | MRM    | + 0"       | 3          |
| 4   | Robert Hunter        | Africa de Sud | BAR    | + 0"       |            |
| 5   | Tom Boonen           | Belgia        | QSI    | + 0"       |            |
| 36  | Alberto Contador     | Spania        | DSC    | + 5"       |            |
| 83  | J.M. Soler Hernandez | Columbia      | BAR    | + 15"      |            |
| 112 | Amets Txurruka       | Spania        | EUS    | + 15"      |            |

|     | Ciclist              | Țară                       | Echipă | Timp         |
| --- | -------------------- | -------------------------- | ------ | ------------ |
| 1   | Alberto Contador     | Spania                     | DSC    | 91h 00' 26"  |
| 2   | Cadel Evans          | Australia                  | PRL    | + 23"        |
| 3   | Levi Leipheimer      | Statele Unite ale Americii | DSC    | + 31"        |
| 4   | Carlos Sastre        | Spania                     | CSC    | + 7' 08"     |
| 5   | Haimar Zubeldia      | Spania                     | EUS    | + 8' 17"     |
| 11  | J.M. Soler Hernandez | Columbia                   | BAR    | + 16' 41"    |
| 23  | Amets Txurruka       | Spania                     | EUS    | + 49' 24"    |
| 119 | Tom Boonen           | Belgia                     | QSI    | + 3h 26' 24" |

- Notă: Alberto Condator ( Spania), lider la general, este lider și în clasamentul tinerilor, iar tricoul este purtat prin ricoșeu de Amets Txurruka ( Spania).

### Abandonuri
| Etapa | Ciclist             | Țară                       | Echipă | Motiv              |
| ----- | ------------------- | -------------------------- | ------ | ------------------ |
| 1     | Eduardo Ramirez     | Spania                     | AGR    | căzătură           |
| 3     | Tomas Vaitkus       | Lituania                   | DSC    | abandon            |
| 4     | Xabier Zandio       | Spania                     | GCE    | abandon            |
| 5     | Rémy Di Gregorio    | Franța                     | FDJ    | fractură la cot    |
| 5     | Brett Lancaster     | Australia                  | MRM    | probleme la stomac |
| 6     | Geoffroy Lequatre   | Franța                     | COF    | abandon            |
| 7     | Enrico Degano       | Italia                     | BAR    | abandon            |
| 7     | Rubén Lobato        | Spania                     | SDV    | abandon            |
| 7     | Óscar Freire        | Spania                     | RAB    | abandon            |
| 8     | Ivan Parra          | Columbia                   | COF    | abandon            |
| 8     | Cédric Herve        | Franța                     | AGR    | întârziat          |
| 8     | Romain Feillu       | Franța                     | AGR    | abandon            |
| 8     | Danilo Napolitano   | Italia                     | LAM    | întârziat          |
| 8     | Robbie McEwen       | Australia                  | PRL    | întârziat          |
| 8     | Stuart O'Grady      | Australia                  | CSC    | abandon            |
| 8     | Mark Cavendish      | Regatul Unit               | TMO    | abandon            |
| 8     | Michael Rogers      | Australia                  | TMO    | căzătură           |
| 9     | Patrick Sinkewitz   | Germania                   | TMO    | căzătură           |
| 11    | Igor Anton          | Spania                     | EUS    | abandon            |
| 11    | Sylvain Calzati     | Franța                     | A2R    | abandon            |
| 11    | David Zabriskie     | Statele Unite ale Americii | CSC    | întârziat          |
| 12    | Alberto Ongarato    | Italia                     | MIL    | abandon            |
| 12    | Stef Clement        | Țările de Jos              | BTL    | întârziat          |
| 14    | Francisco Ventoso   | Spania                     | SDV    | nu a luat startul  |
| 15    | Philippe Gilbert    | Belgia                     | FDJ    | abandon            |
| 15    | Filippo Pozzato     | Italia                     | LIQ    | abandon            |
| 15    | Christophe Le Mevel | Franța                     | C.A.   | abandon            |
| 15    | Cyril Dessel        | Franța                     | A2R    | abandon            |
| 15    | Fred Rodriguez      | Statele Unite ale Americii | PRL    | abandon            |
| 16    | Echipa ASTANA       | Kazahstan                  | AST    | retrasă din cursă  |
| 16    | Matthieu Sprick     | Franța                     | BTL    | abandon            |
| 17    | Echipa COFIDIS      | Franța                     | COF    | retrasă din cursă  |
| 17    | Michael Rasmussen   | Danemarca                  | RAB    | retras din cursă   |
| 17    | Denis Menșov        | Rusia                      | RAB    | decizie personală  |